# Estádio do Portimonense
Le  Estádio Municipal de Portimão est un stade de Portimão dans la région de l'Algarve, Portugal. C'est un stade omnisports. 
Le stade a été inauguré en 1937, a une capacité de 6 000 places et pour club résident le Portimonense.